# WinToets
WinToets is een programma voor Microsoft Windows, ontwikkeld door De Rode Planeet, voor het beheren van toetsenbanken, voor het digitaal toetsen en voor het beheren van toetsen die moeten worden afgedrukt of geëxporteerd moeten worden naar een elektronische leeromgeving (ELO) zoals itslearning, Magister of Moodle. Het pakket WinToets bestaat uit diverse onderdelen die docent en leerling kunnen gebruiken. WinToets is betaalde software en kan door onderwijsinstellingen of bedrijven gebruikt worden na het aanschaffen van een jaarlicentie. WinToets wordt gebruikt door enkele honderden instellingen in Nederland en België.

## Onderdelen
Het programma WinToets bestaat uit de volgende onderdelen:
- WTAfname: via dit programma kan meteen een toets gemaakt of getest worden
- WTAnalyse: via dit programma kan de docent uitslagen van de gemaakte toetsen bekijken
- WTAdmin: via dit programma kunnen de logs beheerd worden die zijn opgeslagen
- WTMaak: via dit programma kunnen toetsen gemaakt of gewijzigd worden en diverse instellingen worden veranderd
- WTMenu Beheer: via dit programma kan de docent toetsen beheren die cursisten kunnen uitvoeren
- WTMenu Cursist: via dit programma kan de cursist de toets uitvoeren
- WTMonitor: verdeel toetsen over gebruikers, zonder dat een wachtwoord nodig is.

## Toetsen
De toetsen die afgenomen kunnen worden bevatten > 45 verschillende vraagtypes. Die lopen van open vragen tot meerkeuzevragen en van tekenvragen tot een spraakvraag. De docent kan zelf kiezen om vragen te maken, maar De Rode Planeet geeft zelf meer dan 200.000 voorbeeldtoetsvragen uit, die onderwijsinstellingen en bedrijven gratis kunnen gebruiken. Verder maken diverse uitgeverijen van schoolboeken zelf ook toetsen.
De toetsen worden bewaard als TST- of TSTx-bestand en kunnen beveiligd worden met een wachtwoord om ongeoorloofd gebruik tegen te gaan. Voor het exporteren hanteren de makers de eigen ontwikkelde standaard WinToetsXML. Dit wordt ook gebruikt door de cloudversie Quayn.
WinToets kan rechtstreeks toetsen afnemen via een pc, het netwerk en exporteren naar HTML5, voor online afname. Exports naar papier, inclusief toetsmatrijs, zijn ook mogelijk.
WinToetsXML heeft zich steeds meer ontwikkeld tot dé standaard voor het uitwisselen van toetsen in het Nederlandse onderwijs, voor het opslaan van toetsvragen in itembanken. Naast uitgeverijen, gebruiken ook steeds meer communities, bedrijven en schoolbesturen dit formaat voor de opslag van hun toetsvragen. Elke vraag kan hierbij voorzien worden van maximaal 26 labels, de zogenaamde metadatavelden. Op basis hiervan kunnen deelselecties worden gemaakt en die kunnen daarna worden geëxporteerd. WTAnalyseXML kan worden gebruikt voor het uitwisselen van uitslagen. Diverse elo's en webportals maken hiervan al gebruik.

## Toets via internet
Het is ook mogelijk de toets te exporteren naar een elektronische leeromgeving (elo) om er voor te zorgen dat leerlingen de toets thuis kunnen maken. Hierbij worden open standaarden als SCORM en IMS QTI ingezet. Hier kleven echter nadelen aan, want de leerling kan hierbij wel zijn lesboek gebruiken of het internet voor het krijgen van informatie. Voor de export naar de ELO is wel Wintoets 5.0 EXPERT of SUITE nodig. Met de PRO-versie kan dit niet.

## Resultaten
Resultaten van de toetsen kunnen worden opgeslagen in een beveiligde database (wta-bestand) of in een externe database in de cloudversie Quayn. De docent kan gelijk nadat de cursist de toets gemaakt heeft zien welke vragen de cursist correct of incorrect heeft beantwoord. Tientallen bekende analysevormen als P-waarde, Rit-waarden en KR20-factor zijn mogelijk. Er zijn koppelingen mogelijk met schrapkaartsystemen als Remark Office en TeleForm. Hierbij kan op papier worden getoetst, maar toch digitaal worden nagekeken. Analyses zijn daarna ook digitaal beschikbaar.